# Noël Kinsella
Noël Kinsella (ur. 28 listopada 1939 w Saint John, zm. 6 grudnia 2023) – kanadyjski psycholog, wykładowca akademicki i polityk, długoletni senator z Nowego Brunszwiku, przewodniczący Senatu (2006–2014).

## Życiorys
Szkołę podstawową i średnią ukończył w rodzinnej miejscowości. Kształcił się następnie w Irlandii, gdzie na University College Dublin uzyskał licencjat z psychologii. Doktoryzował się na Papieskim Uniwersytecie Świętego Tomasza z Akwinu. Studiował także teologię na Papieskim Uniwersytecie Laterańskim.
Przez ponad 40 lat pracował jako nauczyciel akademicki na St. Thomas University w mieście Fredericton, następnie dołączył do rady zarządzającej tej uczelni. Zajmował się prawami człowieka, pełniąc m.in. przez przeszło 20 lat funkcję przewodniczącego komisji praw człowieka Nowego Brunszwiku. Został również prezesem Kanadyjskiej Fundacji Praw Człowieka.
12 września 1990 premier Brian Mulroney powołał go w skład Senatu. Noël Kinsella reprezentował Postępowo-Konserwatywną Partę Kanady, a w 2004 po przekształceniach na scenie politycznej dołączył do Konserwatywnej Partii Kanady. W Senacie pełnił funkcję whipa opozycji (1994–1999), wicelidera opozycji (1997–2004, do 1999 jako p.o.) i lidera opozycji (2004–2006). Po dojściu konserwatystów do władzy premier Stephen Harper 8 lutego 2006 powierzył mu urząd przewodniczącego tej izby parlamentu. Odszedł z Senatu 26 listopada 2014.
Noël Kinsella był żonaty z Ann, miał syna Johna. Był kawalerem Zakonu Maltańskiego i Orderu Świętego Jana Jerozolimskiego.